# Děkanský pivovar Tachov
Děkanský pivovar Tachov stával poblíž kostela Nanebevzetí Panny Marie ve městě Tachov.

## Historie
O historii děkanského pivovaru existuje velmi málo zpráv. Neznáme datum založení a pravděpodobně ani přesné místo, kde se nacházel. Svůj největší rozmach zažíval pravděpodobně okolo roku 1752, ovšem i tehdy činil výstav pouhých 88 hektolitrů. Zanikl někdy mezi lety 1780–1820.